# Гробер, Хая-Елена Самуиловна
Хая-Елена Самуиловна Гробер (Хаэле Гробер; 16 февраля 1898, Белосток, Российская империя — 10 декабря 1978, Хайфа, Израиль) — русская театральная актриса еврейского происхождения, певица и драматург; известная исполнительница еврейских народных песен.

## Биография
Родилась в Белостоке в семье успешного коммерсанта. Окончила русскую среднюю школу, затем у частных репетиторов продолжила обучение идиша и иврита.
В году Первой мировой войны жила в Москве в Трёхпрудном переулке, дом № 11.
Актриса «Габимы» с 1917 года. Гастролировала с программой народных еврейских и хасидских песен. В 1926—1927 гг. участвовала в гастрольном турне «Габимы» по странам Европы (Латвия, Литва, Польша, Австрия, Германия) и США. В 1927 году после раскола труппы осталась в Нью-Йорке.
С 1930 года жила в Монреале. Выступала с сольными концертами с песнями на идише и иврите. Гастролировала в Европе (Англия, Норвегия, Литва, Румыния), Эрец-Исраэль, США, Южной Америке, Австралии.
В 1966 году совершила алию в Израиль.

## Театральные работы
- «Старшая сестра» (Шолем Аш, 1918);
- «Вечный жид» (Давид Пинский, 1919) — Руфь[4];
- «Ха-дибук» (1922) — Дрейзл[5];
- «Потоп» (Юхан Бергер, 1925) — Лиси.

## Творчество
Автор (на идише) двух книг и одной пьесы:
- «В большой мир» (1952);
- «Мой мир сам» (1968);
- «На мирной земле».